# Siedliska (powiat oleski)
Siedliska (dodatkowa nazwa w j. niem. Schiedlisk, właściwa niem. nazwa Frei Pipa) – wieś w Polsce, położona w województwie opolskim, w powiecie oleskim, w gminie Zębowice.
W latach 1975–1998 wieś należała administracyjnie do województwa opolskiego.
Siedliska to wieś rozproszona między potokami źródłowymi Pruszowki (Pruskauer Wasser).

## Integralne części wsi
| SIMC    | Nazwa   | Rodzaj    |
| ------- | ------- | --------- |
| 0505846 | Rosocha | część wsi |
| 0505852 | Sośnie  | część wsi |

## Historia
Wieś powstała jako kolonia sąsiedniego Pruskowa i była zwana jako Pipa lub w książce hypoteków wyłącznie jako Siedlisk. Jako Frei-Pipa [Wolna Pipa] usamodzielniło się od Pruskowa i zostało samodzielną gminą. W 1845 wymieniona jako «wolna wieś» z własnym sołtysem pod sądnictwem patrimonialnym Fideikomisu Zębowice.
W Plebiscycie na Górnym Śląsku 20 marca 1921 we Frei Pipa oddano 22 głosów za pozostaniem w Niemczech a 29 za przyłączeniu do Polski. Z okręgiem oleskim, który wotował za Niemcami, wieś pozostała w Niemczech.
Frei Pipa 27 kwietnia 1936 przemianowano na Freihäuser. 1 kwietnia 1939 wcielono do gminy Kadłub Wolny.
Po zdjęciu przez Armię Czerwoną pod administracją polską, która wprowadziła historyczną nazwę Siedliska.

## Rozwój demograficzny
Rozwój demograficzny wsi Frei Pipa:
| Rok  | Mieszkańcy |
| ---- | ---------- |
| 1844 | 45/58      |
| 1855 | 67         |
| 1861 | 63         |
| 1910 | 70         |
| 1925 | 71         |
| 1933 | 68         |